# Фуртоугский водопад
Фурто́угский водопад (ингуш. Фурто́вгера хурхал), местное непринятое название Фурто́угский водопад имени Д. И. Менделеева — водопад в России, является вторым по величине водопадом в Ингушетии после Эка-чожинского водопада. Высота составляет 12 метров. Высота над уровнем моря — 1380 м.
Находится в самом начале Джейрахского ущелья (Джейрахский район), на склоне Столовой горы, в километре от села Фуртоуг. К юго-востоку находится районный центр Джейрах. Водопад образуется рекой Гӏалгӏай-чоч, которая в свою очередь образуется из подземных ручьев и талых вод.

## История

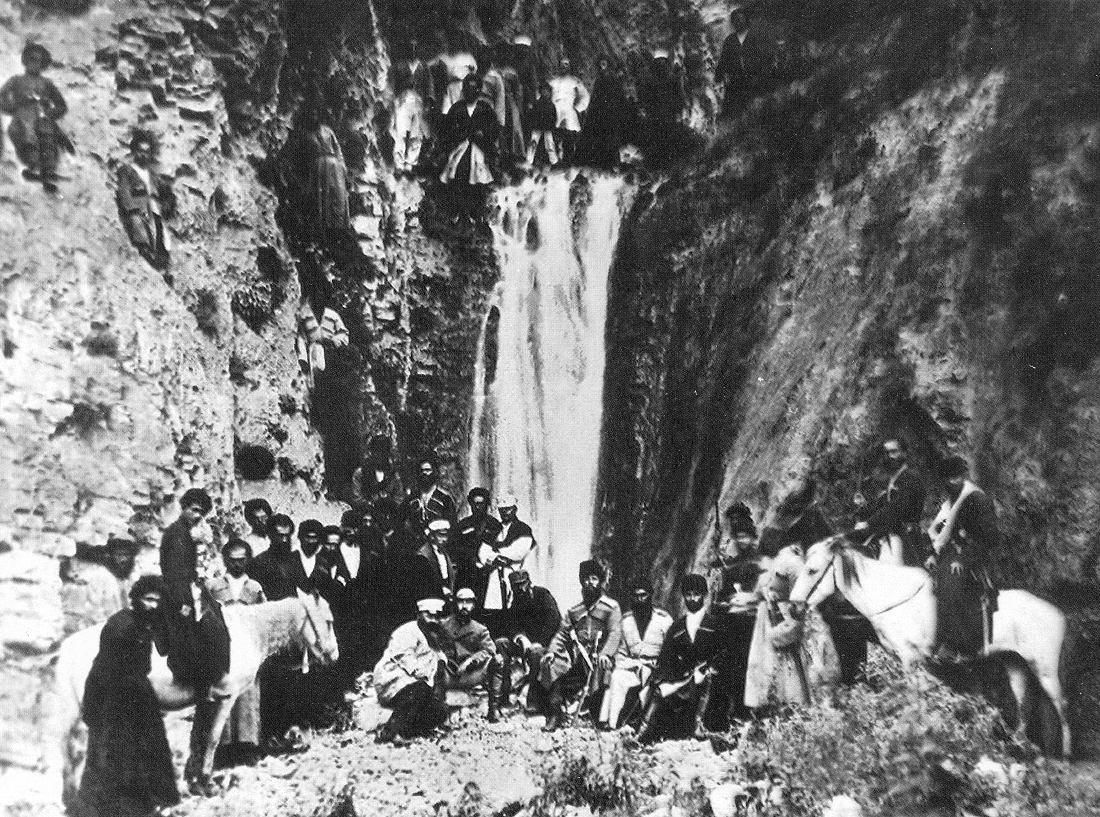
Д. И. Менделеев во главе научной экспедиции вместе с горцами-ингушами у Фуртоугского водопада.

В июле 1880 года Фуртоугский водопад во главе геологической экспедиции посетил Д. И. Менделеев. Занимаясь проблемами добычи нефти и её переработки, известный русский ученый совершал поездки на Кавказ. Во время одной из них он был принят своим учеником и соратником, состоявшим на государственной службе, — старшим советником Саадулой Ахриевым в селении Фуртоуг, расположенном в начале Джейрахского ущелья.
Ко Дню образования Республики Ингушетия представители ингушского рода Ахриевых, Администрация Джейрахского района Ингушетии и сельского поселения Фуртоуга приняли решение установить мемориальную доску у водопада, который посетил ученый, с присвоением водопаду имени Д. И. Менделеева.